# 名前の判明していないメジャーリーグベースボールの選手一覧
名前の判明していないメジャーリーグベースボールの選手一覧（なまえのはんめいしていないメジャーリーグベースボールのせんしゅいちらん）は、過去にメジャーリーグベースボールおよびその前身リーグでプレーした経験のあるプロ野球選手の中で、苗字のみが判明しており名前が判明していない選手の一覧である。

## 概要
過去にMLBとその前身リーグでプレーしたプロ野球選手の中で、34名の選手の個人名が現在でも特定されていない。この34名はいずれも1872年から1892年の間にかけてプレーしており、このうち半数にあたる17名は1871年から1875年までの5年間存在した全米プロ野球選手協会（ナショナル・アソシエーション）に所属していたチームの在籍選手である。伝記的な情報の不足から彼らを特定することは現在でも困難であり、一例として1875年にブルックリン・アトランティックスに在籍していた選手"スタッダード" (Stoddard) になりうる人物は当時のブルックリンの人名簿だけでも30人以上存在する。
しかしながら、こういった選手の中にはマスメディアによって表立って取り上げられた事例も少数ながら存在し、バッファロー・バイソンズに在籍し、1890年7月12日の対ブルックリン・ワンダーズ戦に出場した"ルイス" (Lewis) については、3イニングで20失点を喫した試合がピッツバーグの地元紙に「カーブを用いた投球術が流行して以来最も壮絶な乱打戦の一つ」と報じられた記事が残っている。

## 判明していない選手の一覧
| 名字                      | ポジション    | 所属チーム                  | 所属リーグ                                                  | プレーした年度 | 記録                                                                           | 出典   |
| ------------------------- | ------------- | --------------------------- | ----------------------------------------------------------- | -------------- | ------------------------------------------------------------------------------ | ------ |
| ボーランド (Boland)       | 三塁手        | アトランティックス          | ナショナル・アソシエーション                                | 1875年         | - 1試合出場 - 4打数0安打、打率.000 - 1失策                                     | [ 4 ]  |
| ブース (Booth)            | 遊撃手        | エルムシティーズ            | ナショナル・アソシエーション                                | 1875年         | - 1試合出場 - 2打数0安打、打率.000 - 1失策                                     | [ 5 ]  |
| キャロル (Carroll)        | 左翼手        | ナショナルズ                | ユニオン・アソシエーション                                  | 1884年         | - 4試合出場 - 16打数4安打、打率.250 - 4失策                                    | [ 6 ]  |

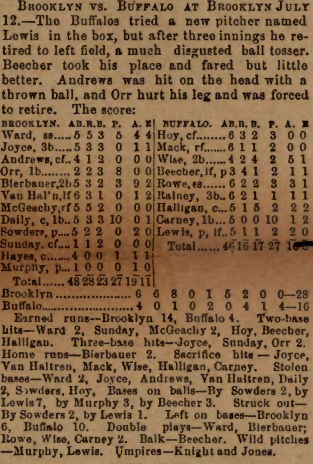
"ルイス" (Lewis) の出場を伝える1890年7月19日の記事。彼は7月12日の試合で先発投手として出場したが3回裏後に降板するまで20失点と打ち込まれ、記事中にも「much disgusted ball tosser」、即ち「とてもむかつく投手」と書かれている。

| エドワーズ (Edwards)      | 中堅手 投手   | アトランティックス          | ナショナル・アソシエーション                                | 1875年         | - 1試合出場 - 5打数1安打、打率.200 - 1試合登板、2.0投球回、0勝1敗、防御率4.50  | [ 7 ]  |
| エヴァンズ (Evans)        | 左翼手        | エルムシティーズ            | ナショナル・アソシエーション                                | 1875年         | - 1試合出場 - 4打数2安打、打率.500、1打点                                      | [ 8 ]  |
| フランクリン (Franklin)   | 中堅手        | ナショナルズ                | ユニオン・アソシエーション                                  | 1884年         | - 1試合出場 - 3打数0安打、打率.000 - 2刺殺                                     | [ 9 ]  |
| ヘリングス (Hellings)     | 二塁手        | アトランティックス          | ナショナル・アソシエーション                                | 1875年         | - 1試合出場 - 4打数1安打、打率.250                                             | [ 10 ] |
| ヒグビー (Higby)          | 右翼手        | アトランティックス          | ナショナル・アソシエーション                                | 1872年         | - 1試合出場 - 4打数0安打、打率.000 - 1失策                                     | [ 11 ] |
| ジョーンズ (Jones)        | 左翼手        | ナショナルズ                | アメリカン・アソシエーション                                | 1884年         | - 4試合出場 - 17打数5安打、打率.294、1四球                                     | [ 12 ] |
| ジョーンズ (Jones)        | 三塁手        | メトロポリタンズ            | アメリカン・アソシエーション                                | 1885年         | - 1試合出場 - 4打数1安打、打率.250                                             | [ 13 ] |
| レオナルド (Leonard)      | 右翼手        | ブラウンズ                  | アメリカン・アソシエーション                                | 1892年         | - 1試合出場 - 0打数0安打、打率.000、1四球 - 1盗塁                              | [ 14 ] |
| ルイス (Lewis)            | 左翼手 投手   | バイソンズ                  | プレイヤーズ・リーグ                                        | 1890年         | - 1試合出場 - 5打数1安打、打率.200 - 1試合登板、3.0投球回、0勝1敗、防御率60.00 | [ 15 ] |
| メイシー (Macey)          | 捕手          | アスレチックス              | アメリカン・アソシエーション                                | 1890年         | - 1試合出場 - 1打数0安打、打率.000                                             | [ 16 ] |
| マクブライド (McBride)    | 中堅手        | アスレチックス              | アメリカン・アソシエーション                                | 1890年         | - 1試合出場 - 2打数0安打、打率.000                                             | [ 17 ] |
| マクドーラン (McDoolan)   | 投手          | メリーランズ                | ナショナル・アソシエーション                                | 1873年         | - 1試合出場 - 1試合登板、9.0投球回、0勝1敗、防御率3.00                         | [ 18 ] |
| マクガヴァン (McGovern)   | 二塁手        | アトランティックス          | ナショナル・アソシエーション                                | 1874年         | - 1試合出場 - 4打数0安打、打率.000 - 1得点                                     | [ 19 ] |
| マクレーマー (McRemer)    | 右翼手        | ナショナルズ                | ユニオン・アソシエーション                                  | 1884年         | - 1試合出場 - 3打数0安打、打率.000                                             | [ 20 ] |
| マーフィー (Murphy)       | 捕手 左翼手   | レッズ                      | ユニオン・アソシエーション                                  | 1884年         | - 2試合出場 - 3打数0安打、打率.000、1四球                                      | [ 21 ] |
| オルーク (O'Rourke)       | 投手          | エックフォーズ              | ナショナル・アソシエーション                                | 1872年         | - 1試合出場 - 1試合登板、9.0投球回、0勝1敗、防御率8.00                         | [ 22 ] |
| ピアス (Pierce)           | 三塁手        | ナショナルズ                | ユニオン・アソシエーション                                  | 1884年         | - 2試合出場 - 7打数1安打、打率.143                                             | [ 23 ] |
| クインラン (Quinlan)      | 遊撃手        | ホワイトストッキングス      | ナショナル・アソシエーション                                | 1874年         | - 1試合出場 - 4打数1安打、打率.250、1打点                                      | [ 24 ] |
| クイン (Quinn)            | 外野手 遊撃手 | アトランティックス          | ナショナル・アソシエーション                                | 1875年         | - 2試合出場 - 8打数1安打、打率.125 - 2得点                                     | [ 25 ] |
| スコット (Scott)          | 右翼手 三塁手 | モニュメンタルズ            | ユニオン・アソシエーション                                  | 1884年         | - 13試合出場 - 53打数12安打、打率.226、1本塁打                                 | [ 26 ] |
| シェーファー (Shaffer)    | 右翼手        | アトランティックス          | ナショナル・アソシエーション                                | 1875年         | - 1試合出場 - 4打数0安打、打率.000 - 1失策                                     | [ 27 ] |
| シェリダン (Sheridan)     | 左翼手        | アトランティックス          | ナショナル・アソシエーション                                | 1875年         | - 1試合出場 - 4打数0安打、打率.000                                             | [ 28 ] |
| スミス (Smith)            | 投手 右翼手   | モニュメンタルズ            | ユニオン・アソシエーション                                  | 1884年         | - 1試合出場 - 5打数1安打、打率.200 - 1試合登板、6.0投球回、0勝0敗、防御率9.00  | [ 29 ] |
| スペンサー (Spencer)      | 遊撃手        | ナショナルズ                | ナショナル・アソシエーション                                | 1872年         | - 1試合出場 - 4打数0安打、打率.000、1得点 - 4失策                              | [ 30 ] |
| スタッフォード (Stafford) | 右翼手        | アスレチックス              | アメリカン・アソシエーション                                | 1890年         | - 1試合出場 - 2打数0安打、打率.000                                             | [ 31 ] |
| スターリング (Sterling)   | 投手          | アスレチックス              | アメリカン・アソシエーション                                | 1890年         | - 1試合出場 - 1試合登板、5.0投球回、0勝1敗、防御率21.60                        | [ 32 ] |
| スタッダード (Stoddard)   | 外野手        | アトランティックス          | ナショナル・アソシエーション                                | 1875年         | - 2試合出場 - 9打数1安打、打率.111                                             | [ 33 ] |
| サリヴァン (Sullivan)     | 右翼手        | エルムシティーズ            | ナショナル・アソシエーション                                | 1875年         | - 2試合出場 - 8打数3安打、打率.375、2打点 - 1盗塁                              | [ 34 ] |
| スワイガート (Sweigert)   | 左翼手        | アスレチックス              | アメリカン・アソシエーション                                | 1890年         | - 1試合出場 - 1打数0安打、打率.000、1四球 - 1盗塁                              | [ 35 ] |
| ウィルズ (Wills)          | 中堅手        | - ナショナルズ - ユニオンズ | - アメリカン・アソシエーション - ユニオン・アソシエーション | 1884年         | - 9試合出場 - 36打数5安打、打率.139                                            | [ 37 ] |
| ウッド (Wood)             | 二塁手        | カナリーズ                  | ナショナル・アソシエーション                                | 1874年         | - 1試合出場 - 5打数0安打、打率.000                                             | [ 38 ] |